# Random House (Verlag)

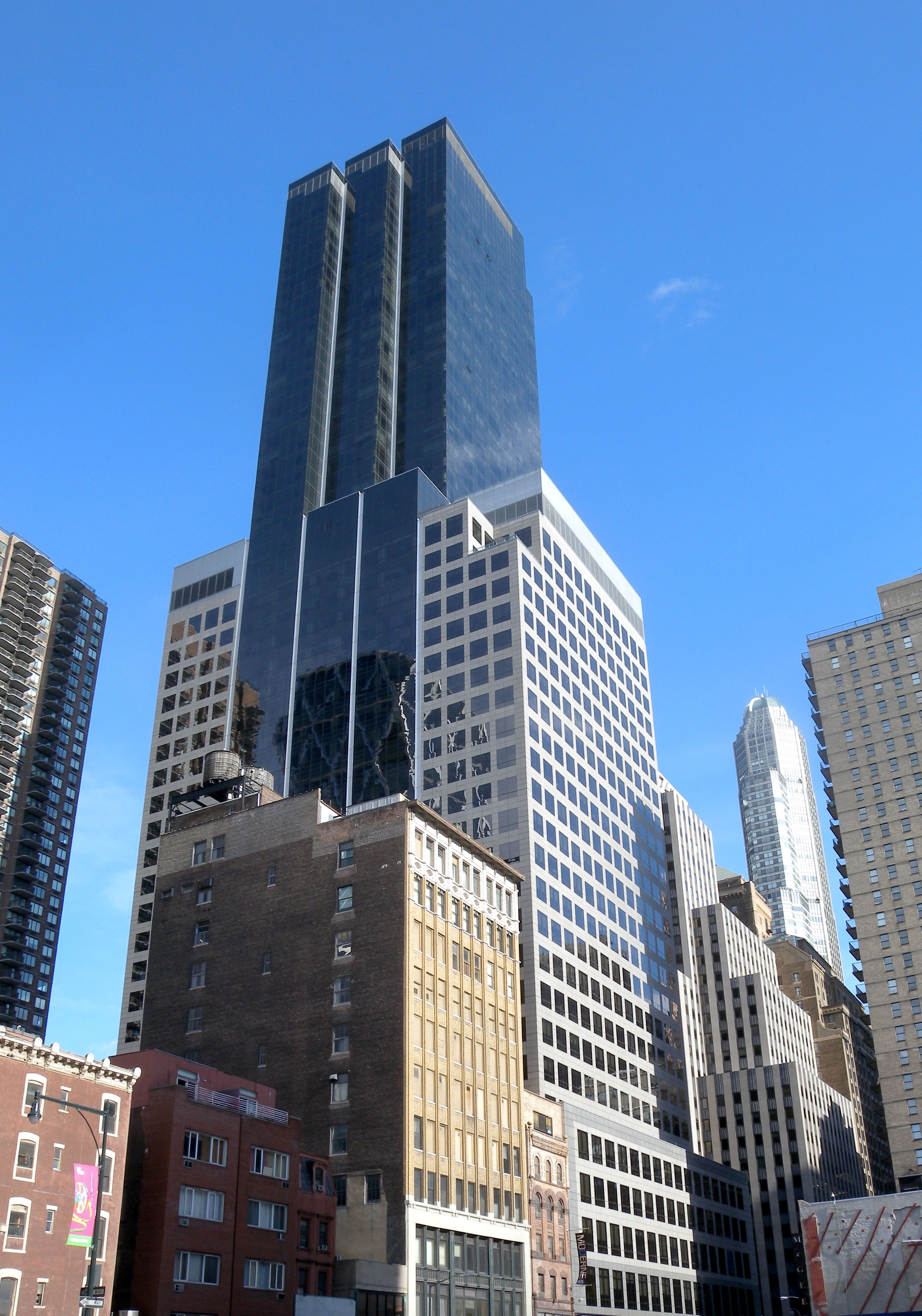
Random House Tower in New York City (2010)

Random House, Inc. ist ein 1927 gegründeter Publikumsverlag mit Sitz in New York. 1998 wurde er vom deutschen Medienkonzern Bertelsmann übernommen und 2013 mit Penguin Books fusioniert. An dem neuen Unternehmen Penguin Random House hielt Bertelsmann zunächst 53 Prozent und die Mediengruppe Pearson 47 Prozent der Anteile. Die eigenständige deutsche Verlagsgruppe Random House verblieb vollständig bei Bertelsmann.

## Geschichte
Mitte der 1920er Jahre wurde Bennett Cerf und Donald Klopfer angeboten, eine Serie klassischer Nachdrucke vom Boni & Liveright zu übernehmen. Beide Gründer brachten jeweils 100.000 US-Dollar für den Erwerb auf und riefen 1927 den Verlag Random House mit Sitz in New York City ins Leben. Größere Bekanntheit erreichte das Unternehmen bereits 1933, nachdem es die Veröffentlichung von Ulysses vor Gericht hatte durchsetzen können. Das Buch des irischen Schriftstellers James Joyce war bis dahin in den USA verboten. In den 1950er Jahren entwickelte sich Random House zum führenden Verlag der Vereinigten Staaten und tätigte diverse Übernahmen, beispielsweise von Alfred A. Knopf, Inc. und Pantheon Books. 1959 erfolgte der Börsengang an der New Yorker Börse, was man als weiteren Schritt zur Kommerzialisierung des Verlagswesens wertete. Zunächst wurden 30 Prozent der Anteile an Random House gehandelt. 1965 erwarb die Radio Corporation of America das gesamte Unternehmen für rund 40 Millionen US-Dollar. Im folgenden Jahr schied mit Bennett Cerf als Chairman und President von Random House der letzte Gründer aus.
Um das Geschäft mit Taschenbüchern zu stärken, akquirierte das Unternehmen den Verlag Ballantine Books im Jahr 1974. Seitdem galt Random House als die bedeutendste Buchmarke der USA. In den folgenden Jahren ist der Verlag durch weitere Übernahmen deutlich gewachsen, zum Beispiel Fawcett Books (1982) und Crown Publishing Group (1988). Besonders letztgenannter Verlag erweiterte erheblich das Programm des Unternehmens, jedoch bekam der Zusammenschluss auch als Gefahr für die Vielfalt der Literatur Kritik. Aufgrund einer veränderten Strategie der Radio Corporation of America, im Zuge derer Random House nicht mehr zum Kerngeschäft zählte, wurde der Verlag 1980 an Advance Publications um Samuel Irving Newhouse weitergereicht. Ziel war es, Synergien zwischen Random House und dem Condé Nast Verlag zu schaffen, die jedoch nur eingeschränkt umgesetzt werden konnten. Im März 1998 gab schließlich Bertelsmann bekannt, Random House übernehmen zu wollen.
Die Übernahme erregte Aufsehen in den Vereinigten Staaten und wurde teilweise als Bedrohung empfunden, da Bertelsmann einen „wichtigen Teil der amerikanischen Kultur“ erworben habe. Zu diesem Zeitpunkt erzielte Random House 870 Millionen US-Dollar Umsatz jährlich und war gemessen daran der zweitgrößte Verlag des Landes. Die Akquisition selbst leitete Thomas Middelhoff ein, der später Vorstandsvorsitzender von Bertelsmann wurde. Unter seiner Ägide fand eine Zusammenführung von Random House mit dem US-Verlag Bantam Doubleday Dell statt, an dem sich der Konzern bereits 1980 beteiligt hatte. Außerdem änderte 2001 die deutsche Verlagsgruppe Bertelsmann ihren Namen in Verlagsgruppe Random House, Random House wurde somit zur weltweiten Dachmarke für alle Verlage.

## Internationale Beteiligungen und Kooperationen
Von 2001 bis 2012 bestand ein in Barcelona ansässiges Joint Venture zwischen Random House und dem italienischen Medienkonzern Arnoldo Mondadori Editore unter dem Namen Random House Mondadori, das den spanischen und lateinamerikanischen Markt unter verschiedenen Verlagslabeln mit Bucherzeugnissen belieferte. Die Anteile von Mondadori wurden 2012 von Bertelsmann aufgekauft und der spanischsprachige Verlagsverbund unter dem neuen Namen Penguin Random House Grupo Editorial in den neu entstandenen Konzern aufgenommen.

## Kritik
2013 warf man Random House vor, es würde Autoren unfaire Verträge anbieten. Unter anderem kritisierten die US-amerikanischen Schriftsteller Victoria Strauss und John Scalzi die Bezahlung in Form einer Umsatzbeteiligung beim Imprint Hydra. Außerdem behalte sich das Unternehmen die Veröffentlichung eines Hardcovers vor, selbst wenn ein Werk in einem reinen E-Book-Verlag erscheinen sollte. Die Organisation der Science Fiction and Fantasy Writers of America unterstützte die Position der Autoren und stellte klar, Veröffentlichungen würden unter diesen Konditionen nicht für eine Mitgliedschaft im Verband qualifizieren. Der Verlag zeigte sich zunächst irritiert über die Einschätzung und erklärte, das Vergütungsmodell sei „potenziell lukrativ“ für die Autoren. Jedoch passte Random House die Verträge von Hydra, Alibi, Flirt und Loveswept entsprechend an, sodass Schriftsteller unter anderem zwischen mehreren Modellen zur Berechnung ihres Honorars wählen konnten. Victoria Strauss und andere bezeichneten dies als „signifikante Verbesserung“.